# Штейнберг Яків Аронович
Ште́йнберг Я́ків Аро́нович (13 (25) квітня 1896, Київ — 11 лютого 1982, Київ) — український архітектор і педагог, професор (1937), кандидат архітектури (1956), член-кореспондент Академії архітектури УРСР (1946), член-кореспондент Академії будівництва та архітектури УРСР (1958)

## Біографія
Яків Штейнберг закінчив Київський Художній Інститут (1925, клас Валеріяна Рикова).
У кінці 1920-х років Штейнберг керував Товариством сучасних архітекторів України. У 1929–1933 викладач Харківського художнього інституту, з 1934 року Київського інженерно-будівельного інституту, з 1937 року — професор, 4 липня 1946 року обраний членом-кореспондентом Академії архітектури Української РСР. У 1944–1947 роках разом з архітектором Йосипом Каракісом брав участь у конкурсі з відновлення Хрещатика. Входив до правління Спілки радянських архітекторів України. На 1958 рік — керівник сектору економіки Науково-дослідного інституту архітектури споруд Академії будівництва та архітектури УРСР.
Автор наукових праць з архітектури і будівництва.

## Головні споруди
- У Донецьку: Гірничий інститут (1928)[1] і Вуглехімічний інститут у (1930)[1];
- у Харкові: клуб будівельників та житловий будинок Індубуд (1928)[1];
- у Києві: друга поліклініка та житловий будинок;
- у Гаграх: санаторій «Україна» (1932), літній кінотеатр (1956) та закритий плавальний басейн (1957–1958);

## Аспіранти
- Валентин Єжов — навчався в 1953–1956 роках у аспірантурі Академії архітектури УРСР[6].
- Ірма Каракіс — дисертація на тему «Архітектурно-планувальні рішення і нові види обладнання гардеробів в різних типах шкільних будівель».
- Юрій Химич — навчався в 1955–1958 роках у аспірантурі Академії архітектури УРСР у Якова Штейнберга та Олексія Шовкуненка[7].